# Locó
Manuel Antonio Cange meglio noto come Locó (Luanda, 25 dicembre 1984) è un calciatore angolano, terzino destro o difensore centrale del Santos di Viana.

## Carriera
Nel maggio 2006 è stato convocato dal CT dell'Angola Luís de Oliveira Gonçalves per rappresentare il proprio paese ai i Mondiali di giugno 2006 in Germania. L'allora ventunenne Locó è stato impiegato come difensore di fascia in tutte e tre le partite dell'Angola con Delgado, Jamba e Kali a completamento della linea difensiva.